# سن خوزه د خچل
سن خوسه د خچل (به اسپانیایی: San José de Jáchal) یک منطقهٔ مسکونی در آرژانتین است که در Jáchal Department واقع شده‌است. سن خوسه د خچل ۲۱٬۰۱۸ نفر جمعیت دارد.

## خواهرخوانده
شهر ویکونیا خواهرخواندهٔ سن خوسه د خچل هست.